# 金城アンナ
金城 アンナ（かねしろ あんな、ANNA KANESHIRO、1984年8月31日 - ）は、日本の元AV女優。
血液型：A型、身長：160cm 、スリーサイズ：B83・W58・H85 、Cカップ。

## 略歴
沖縄県出身。2004年に『アンナの日記』（セクシア（トライハートコーポレーション））でAVデビュー。
2007年8月16日、公式ブログにて同年1月をもって引退したことを発表。

## 作品

### アダルトビデオ
2004年
- アンナの日記（3月19日（レンタル）/4月9日（セル）、セクシア）
- My Generation（4月23日（レンタル）/5月7日（セル）、セクシア）
- コールガール痴女（6月18日（レンタル）/7月9日（セル）、セクシア）
- 女教師の秘蜜（7月23日、セクシア）
- AVメジャーリーグinヨーロッパ（8月20日（レンタル）/9月10日（セル）、セクシア）
- 酷夢〜ドリーム〜（9月17日（レンタル）/2004年10月8日（セル）、セクシア）
- ワイセツレッグ（12月17日、セクシア）
- レズVirgin（12月24日、h.m.p）…共演:滝沢優奈
- SexiA 裏映像集（12月24日（レンタル）/2005年1月14日（セル）、セクシア）他出演:瀬戸準、高井七海、美保唯、仲村もも、穂花

2005年
- M恋鎖犯悩（1月21日、セクシア）
- ワイセツレッグ（1月21日、笠倉出版社）
- エロスペシャル×コスプレ（1月28日、笠倉出版社）他出演:青木のあ、藤井彩、水谷桃、水原みなみ、松村優
- 極 本番（2月4日、GLAY'z）
- 金城アンナ 高級ソープ嬢（3月4日、GLAY'z）
- 金城アンナ ぶっかけ（4月8日、GLAY'z）
- 生中出し（5月6日、GLAY'z）
- 緊縛ナース 奴隷（6月10日、GLAY'z）
- 潮吹き講座（7月8日、GLAY'z）共演:三上翔子 他
- GLAMOUROUSLIP 舐めまくり口淫唾液痴女 7（10月1日、アイデアポケット）
- 密室イラマチオ（10月13日、MOODYZ）
- 無限中出し（11月13日、MOODYZ）
- 艶獣鬼〜MEIKI〜（11月18日、レイジングカンパニー）
- 使い捨てM奴隷（12月13日、MOODYZ）

2006年
- 痴女教官 7（1月25日、イマージュ）
- マフィアの掟 気丈なオンナが朽ちる時…（2月7日、アタッカーズ）
- ゴージャスハンター 2（2月15日、ジェイモデル）
- 美尻、フェラチオ、超接写。 金城アンナ（3月7日、プレミアム）
- 中出し、乱交、ハードコア。（4月7日、プレミアム）…共演:あんずさき
- 「NO CUT」（5月4日、アロマ企画）
- 体感ファック if… ＃42（5月7日、桃太郎映像出版）
- 猥褻モデル 2 [普段は脱がないオンナ]（5月15日、ドリームチケット）他出演:MIMI、夢咲こよい
- 灼熱デジモ2 レズビアン ラブ&ゲーム（5月19日、クロス）共演:桜田さくら、辻本りょう
- PORNOGRAPH 12（6月3日、グラフィス）他出演:星野つぐみ、桃井りか
- ダンシングノーモザイクおまんこ メコスジ&クイコミダンススペシャル（6月13日、カルマ）他出演:日向ゆず葉、Rin.
- 変態淫語塾 PART.02（6月15日、ワープエンタテインメント）
- Sea★Gals3 [魅惑の常夏娘]（6月15日、ドリームチケット）他出演:VIVIAN、SARINA
- EROTIC BREATH 極上オンナのエロ淫語（7月6日、タカラ映像）
- LA*Lady ［ちょっぴリッチな誘惑］（7月15日、ドリームチケット）他出演:瞳、持田茜、綾乃梓
- Beauty Style 04 銀座（7月25日、イエロー）
- 完全拘束M奴隷（8月4日、タカラ映像）
- 黒タイツ女教師（8月11日、TMA）他出演:日向ありさ、青木あさみ、小向杏奈
- ギャルズ革命 2 潮吹きトリップ（8月17日、ディープス）共演:小春
- 現場裏ハメ撮り（秘）映像（9月22日、笠倉出版社）他出演:美保唯、松村優、村山かづは、仲村もも、友恵ゆい
- IPキャバクラへようこそ（10月1日、アイデアポケット）共演:天衣みつ、紅音ほたる、さくらの、南国楓、渡瀬安奈、楓（YOKO）
- MAX HOLE 超リアル人工膣型 金城アンナ（10月19日、デジMAX）
- 禁断フェティッシュレズビアンII【限定版】（12月1日、アウダースジャパン）共演:宝生瑠璃、風間ゆみ、RIRICO
- DOKIレズ5（12月1日、アウダースジャパン）共演:宝生瑠璃、風間ゆみ、RIRICO
- 中にどぴゅっとね!金城アンナ（12月7日、V&Rプロダクツ）
- 超［チョ〜］お宝 vol.01（12月15日、ワープエンタテインメント）他出演:Marin.、志保、伊川なち、雪乃まい、清原りょう、持田茜、原千尋、桐島りおん
- 素人公募中出し!金城アンナちゃんに真正中出ししてみませんか（12月29日、モブスターズ）

2007年
- 60’S ハレンチ洋品店（2月9日、TMA）他出演:桜井れいな、若葉かおり、松野ゆい
- ヌキヌキ社員旅行 IN グアム（3月9日 メディアバンク）共演:瀬名えみり、神山優希、桜田さくら、バニラ
- 美人メイクさんヤっちゃった。（3月19日 クロス） 共演:百瀬優子、桜田さくら、月野しずく 他 （注:顔見せ程度）
- 極上ボディー。極上レディー。極上FUCK。×4（4月19日 クロス）共演:紅音ほたる、桜田さくら、Rico
- 超快感!! 最高のSEX（4月19日 SODクリエイト）他出演:藤井彩、飯島夏希
- 渋谷系ヤリコン集団ギャル（4月20日 アリスJAPAN）共演:春名えみ、椎名あみ、長谷川なあみ、工藤ありす

### イメージビデオ
- オリエンタルな女（2006年5月26日、イー・ネット・フロンティア）
- メコレズ（2006年5月26日、イー・ネット・フロンティア）…共演:伊藤あずさ